# عملگر لاپلاس
در ریاضیات و فیزیک، عملگر لاپلاس (به انگلیسی: Laplace operator) یا لاپلاسین (به انگلیسی: Laplacian) که با ∇·∇، ۲∇ یا Δ نمایش داده می‌شود، یکی از مهم‌ترین عملگرهای بیضوی به شمار می‌رود. این عملگر در بسیاری از معادله‌های فیزیکی ظاهر می‌شود که از آن جمله می‌توان به معادلهٔ موج، معادلهٔ شرودینگر و معادلهٔ حرارت اشاره کرد.

## تعریف
عملگر لاپلاس عملگر دیفرانسیلی مرتبه دوم است که بر فضای n-بعدی اقلیدسی عمل می‌کند و برابر است با دیورژانس گرادیان یک تابع؛ بنابراین اگر f تابعی حقیقی و دو بار مشتق‌پذیر باشد، آنگاه:
{\displaystyle \Delta f=\nabla ^{2}f=\nabla \cdot \nabla f}   (۱)
عملگر لاپلاس در دستگاه مختصات دکارتی به شکل زیر تعریف می‌شود:
{\displaystyle \Delta f=\sum _{i=1}^{n}{\frac {\partial ^{2}f}{\partial x_{i}^{2}}}}   (۲)